# Восход (городской округ город Бор)
Восход — посёлок в Городском округе Бор Нижегородской области России. Входит в состав сельсовета Память Парижской Коммуны.

## География
Расположен на правом берегу реки Нюжма, примерно в 4 км (по прямой) к северо-востоку от поселка Память Парижской Коммуны.

## Население
| 2002 | 2010 |
| ---- | ---- |
| 14   | ↘8   |

### Национальный состав
Согласно результатам переписи 2002 года, в национальной структуре населения русские составляли 100 %.